# Bell'epoker
 Bell'epoker  è un film del 2004 diretto da Nico Cirasola.
Il film ha avuto il visto censura del 22 ottobre 2004, è uscito però nel 2006. 

## Trama
Un uomo, la cui identità non verrà svelata mai al pubblico, in una notte del 1991, mentre assiste al triste spettacolo delle fiamme che divorano il Teatro Petruzzelli di Bari - da lui stesso appiccate - , non può fare a meno di rievocarsi mentalmente i momenti più intensi e significativi della storia del Politeama, dalla sua fondazione sul finire del secolo precedente, quando un gruppo di commercianti locali ne avallarono la costruzione affinché la città si potesse fregiare di un simbolo del suo status di capoluogo regionale, fino ai giorni nostri, passando per gli anni venti e trenta, dove si rappresenta la vita di una aristocrazia ormai sull'orlo del collasso, tra balli, partite a poker e prostitute.

## Produzione
Film prodotto da Mediterranea Film, con il contributo del MiBAC. Il regista inserisce immagini reali tratte dai telegiornali del 27 ottobre 1991, data del reale incendio. Film girato interamente nei comuni di Bari e Mola di Bari (Teatro Comunale Niccolò van Westerhout) .

## Distribuzione
Presentato al “Festival del cinema Europeo” di Lecce nel 2004. Partecipa al festival “Annecy Cinema Italien” (stesso anno).
Il film, dopo qualche problema, è uscito nelle sale il 20 marzo 2006.